# 샌퀸틴캥거루쥐
샌퀸틴캥거루쥐(Dipodomys gravipes)는 주머니생쥐과에 속하는 설치류의 일종이다. 멕시코의 토착종으로 바하칼리포르니아주 서부 지역에서만 알려져 있다. 자연 서식지는 군데군데 식물이 자라는 건조 저지대 지역이다. 1925년 미국 동물학자 휴이(Laurence M. Huey, 1892~1863)가 처음 기재했다. 발견 당시 샌퀸틴캥거루쥐는 두 개의 대형 개체군이 있었지만, 이 종이 살던 지역은 현재 농지로 전환되었다. 집중적인 노력에도 불구하고 1986년 이후 표본이 발견되지 않고 있으며, 국제 자연 보전 연맹(IUCN)은 이 종을 "멸종위급종" 분류하거나 멸종된 종으로 추정하고 있다.

## 특징
샌퀸틴캥거루쥐는 작은 캥거루쥐로 머리부터 몸까지 길이가 약 13cm, 몸무게가 80~90g이다. 털이 많은 꼬리를 갖고 있으며, 꼬리 길이가 몸길이보다 길고, 꼬리 끝에 털이 더부룩하다, 머리와 등의 털은 연한 분홍빛의 담황색을 띠고 일부 더 길고 검은 털을 갖고 있다. 하체는 흰색이고 눈 위에 흰 반점이 있으며, 꼬리 양쪽을 따라 흰 줄무늬가 아래로 이어진다. 뒷발 윗면은 흰 반면에 아랫면은 검다. 다른 캥거루쥐와 마찬가지로 강력한 뒷발을 갖고 있어서 발걸음을 크게 할 수 있다. 대신 앞발은 작고 먹이를 다루거나 뺨주머니를 청소하는 데 사용한다. 꼬리는 도약을 하는 동안에는 균형을 잡고 정지 상태에서는 별다른 역할이 없다.

## 분포 및 서식지
샌퀸틴캥거루쥐는 멕시코 바하칼리포르니아주에 제한적으로 분포한다. 산 텔모와 엘 로사리오 사이 해안가의 넓은 띠 모양의 땅 20km를 차지하며 서식하고, 크게 두 개의 별도 개체군으로 나뉘어 있는 것으로 보인다. 남부 지역 개체군은 북부 지역 개체군 보다 평균적으로 크다. 북부 개체군은 선인장으로 덮인 지역과 키 작은 식물이 자라는 지역을 차지하고 있는 반면에 남부 개체군은 낮은 언덕 사이에 드문드문 식물이 자라는 범람원과 평평한 곳에서 발견된다.

## 생태
입구가 여러개 있는 굴 속에 살며, 보통 관목 아래에는 아무것도 감추지 않는다. 깊이 50cm 아래에 주 통로와 여러개의 보조 통로가 있는 굴을 파며, 약 3개는 둥지로 10개는 먹이를 저장하는 방으로 사용한다. 먹이는 씨앗과 녹색 새싹으로 추정된다. 야행성이며, 새끼는 여러 다른 시기에 관찰되지만 주로 겨울과 봄 사이에 나타난다.

## 보전 상태
1925년 미국 동물학자 휴이(Laurence M. Huey)가 처음 기대했고, 당시에는 두 곳에 대형 집단 서식지가 존재했다. 그 이후 샌퀸틴캥거루쥐가 서식했던 거의 모든 지역은 농경지로 전환되었다. 1990년대 집중적인 탐사에서도 집단 서식지가 발견되지 않았으며 어떤 표본도 찾지 못했다. 국제 자연 보전 연맹(IUCN)이 보전 등급을 "멸종위급종"으로 분류하고 있으며, 멸종된 것으로 추정하고 있다.